# Spinantia pellucida
Spinantia pellucida is een platworm (Platyhelminthes). De worm is tweeslachtig. De soort leeft in het zoute water.
Het geslacht Spinantia, waarin de platworm wordt geplaatst, wordt tot de familie Enantiidae gerekend. De wetenschappelijke naam van de soort werd voor het eerst geldig gepubliceerd in 1938 door Pearse.